# Polycope hawaiiensis
Polycope hawaiiensis är en kräftdjursart som beskrevs av Hartmann 1991. Polycope hawaiiensis ingår i släktet Polycope och familjen Polycopidae. Inga underarter finns listade i Catalogue of Life.